# 财政政策
财政政策（英語：Fiscal policy）是国家在一定时期内，为了实现社会经济持续稳定发展，综合运用各种财政调节手段，对一定的经济总量进行调节（使之增加或减少）的政策。具体地说，财政政策是由税收政策、财政支出政策、预算政策组成，它包括财政政策目标和财政政策调节手段两部分。
财政政策目标是根据财政的性质、功能、作用和特点，确定调节经济活动时所要达到的目标。主要包括：（1）经济增长速度一般用国民生产总值或国内生产总值的增长率来表示。财政政策运用税收和财政支出来实现经济增长目标。（2）经济稳定的目标。（3）公平分配目标。（4）资源配置的目标。
财政政策是借助各种政策手段来调节宏观经济活动的。主要有四种：（1）国家预算。（2）国家税收。（3）国债。（4）财政补贴。
財政政策一般分為自動財政政策（automatic fiscal policy）和衡量式財政政策（discretionary fiscal policy）。

## 自動財政政策
自動財政政策指在既定的稅率和開支之下，達到穩定整體經濟發展的手段。
當經濟發展蓬勃而GDP不斷有所增長的時候，個人所得（personal income，PI）會獲得增加。於是，個人所繳交的稅款亦會上升，而個人可支配收入（disposable income，Yd）卻因此下降，消費開支也因而減少; 因為經濟增長的關係，轉移性支付（transfer payment）等福利支出減少,而政府用於消費和投資的開支保持不變，財政赤字收縮。實質GDP的上升開始減慢，經濟得以避免過熱。
相反，若經濟陷入衰退，GDP下降，個人所得便會減少。個人所繳交的稅款自然也會減少，政府增加轉移性支付，個人可支配收入上升。政府用於消費和投資的開支保持不變，但是消費開支卻隨著個人可支配收入上升而增加，財政赤字增加。實質GDP下降減慢，經濟於是避免陷入更大的衰退。
這種自動財政政策又被稱為經濟的自動穩定器（automatic stabilizer）。

## 衡量式財政政策
衡量式財政政策又可細分為收縮性財政政策（contractionary fiscal policy）及擴張性財政政策（expansionary fiscal policy）。
簡單來說，收縮性財政政策就是增加政府改變稅率以增加稅收，並減少政府用於購買物品，服務的開支。擴張性財政政策則是相反，政府改變稅率以減低稅收，並增加政府用於購買物品，服務的開支。
以上這兩種財政政策的效果，會透過乘數效應發揮作用。
政府購買乘數：{\displaystyle 1/(1-MPC)=1/MPS}
假設經濟體系內的邊際消費傾向（MPC）是0.75，邊際儲蓄傾向（MPS）便是0.25。政府購買乘數等於1/0.25=4
如果政府投資100億元進入經濟體系，因為購買乘數，所帶來的實質GDP增加便是(100×4)億元=400億元。同樣，政府減少100億元對消費和投資的公共開支，所帶來的實質GDP減少也是400億元。
但是對稅收的增減帶來的實質GDP改變幅度卻沒有因透過政府開支而導致實質GDP改變的幅度那麼多。主要原因在於退稅或加稅後，消費支出仍然邊際消費傾向所影響，並非所有退稅金額會全用作開支;即使政府加稅，消費開支會因邊際消費傾向按比例遞減，而不會保持不變。所以，在同樣的邊際消費傾向之下，稅收乘數的數值比政府購買乘數的數值小。
稅收乘數：{\displaystyle -MPC/(1-MPC)=-MPC/MPS}
依然假設經濟體系內的邊際消費傾向（MPC）是0.75，邊際儲蓄傾向（MPS）便是0.25。稅收乘數等於-3（必定為負數）。
如果政府加稅100億元，因為稅收乘數為負數，實質GDP將減少300億;如果政府退稅100億元，實質GDP將會增加300億元。

## 財政政策的限制
1. 難以判斷經濟發展的情況，由於涉及對歷史數據的分析，較難確定經濟究竟處於低谷還是處於高峰 [7]。
2. 政策實施需時，因為財政政策要經過民主的審議程序，未必能及時推出社會，甚至不獲通過[8]。
3. 擠出效應，政府可能在市場籌集資金而和私人企業競爭，推高市場利率，財政政策的效果反被投資縮減所抵銷[8]。
4. 效果難以預料，佛利民提出一個簡單模型論證財政政策並非萬能[9]：

例如，設想政府把它花費在私人本來就想購買的東西上。譬如說，政府花100美元於公園門票，而門票收入被用來支付公園的清潔工人。設想政府現在支付這些費用，從而允許人們＂免費＂進入公園。清潔工人仍然獲得相同收入，但是，原來支付這些收入的人們現在多了100美元。甚至在這個開始階段，政府的支出並沒有增加任何人的收入。它所做的是讓一些人多了100美元，可以用於除了公園以外的其他目的，有可能是不像公園那樣高價格的目的。他們從收入中花費於消費品上的錢可以被設想為比以前要少，因為他們現在得到免費的公園勞務。究竟少很多，是很難斷定的。……在這個情況中，政府開支只是轉移私人開支，而顯然只是政府開支超出的淨額才能提供被乘數去乘的值。從這個觀點來看，能保證沒有轉移的辦法是使政府把金錢花費在完全無用的東西上——這就是人為地提供就業機會的＂填補地上的窟窿＂的方式在智慧上的有限內容。

## 应用範例
- 家電下鄉
- 汽車下鄉
- 消費券